# Neofuturismo

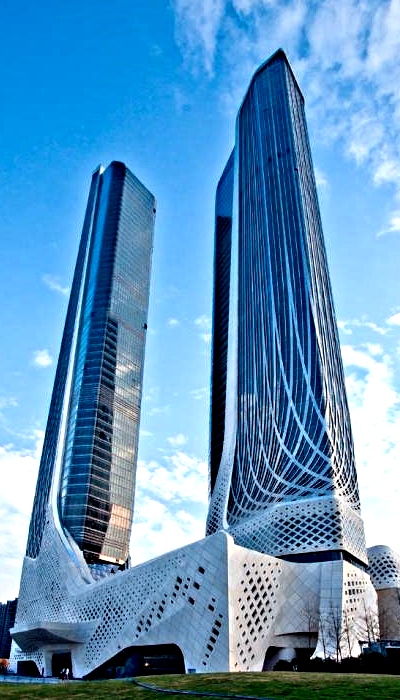
Nanjing International Youth Cultural Centre em Nanjing, na China.

O Neofuturismo é um movimento do final do século XX até início do século XXI nas artes, design e arquitetura. Pode ser visto como um desvio da atitude do pós-modernismo e representa uma crença idealista em um futuro melhor e "uma necessidade de periodizar o relacionamento moderno com o tecnológico".
Este movimento de vanguarda é um repensar futurista da estética e funcionalidade de cidades em rápido crescimento. A industrialização que começou em todo o mundo após o fim da Segunda Guerra Mundial deu origem a novas correntes de pensamento na vida, na arte e na arquitetura, levando ao pós-modernismo, ao neomodernismo e ao neofuturismo.
Nos países ocidentais, a arquitetura futurista evoluiu para o Art Deco, o movimento Googie, a arquitetura de alta tecnologia, e finalmente para o neofuturismo.

## Origens
Pioneiro no final dos anos 1960 e início dos anos 70 pelos arquitetos americanos Buckminster Fuller e John C. Portman, Jr.; O arquiteto e designer industrial finlandês-americano Eero Saarinen, Archigram, um grupo arquitetônico de vanguarda britânico (Peter Cook, Warren Chalk, Ron Herron, Dennis Crompton, Michael Webb e David Greene), sediado na Architectural Association, em Londres; O grupo arquitetônico de vanguarda americano ArchiGO, centrado em torno do Illinois Institute of Technology; O arquiteto dinamarquês Henning Larsen; Arquiteto tcheco Jan Kaplický; Escultor italiano de luz Marco Lodola; Artista conceitual americano Syd Mead; Roteirista de teatro americano Greg Allen e poetas russos Andrei Voznesensky, Serge Segay e Rea Nikonova.
Embora nunca tenha sido construído, o Fun Palace (1961) interpretado pelo arquiteto Cedric Price como uma "gigantesca máquina neo-futurista" influenciou outros arquitetos, notavelmente Richard Rogers e Renzo Piano, cujo Centro Pompidou ampliou muitas das idéias de Price.

## Definição
O neofuturismo foi relançado em 2007 após a divulgação do "Manifesto da cidade neofuturista"incluído na candidatura apresentada ao Bureau of International Expositions (BIE) e escrito pelo designer de inovação Vito Di Bari, ex-diretor executivo da Organização das Nações Unidas para a Educação, a Ciência e a Cultura (UNESCO),para delinear sua visão para a cidade de Milão na época da Exposição Universal de 2015. Di Bari definiu sua visão neofuturista como a "polinização cruzada da arte, tecnologias de ponta e valores éticos combinados para criar uma qualidade de vida incrivelmente superior "; ele referenciou o quarto pilar da teoria do desenvolvimento sustentável e informou que o nome tinha sido inspirado pelo relatório das Nações Unidas, Nosso Futuro Comum.
Jean-Louis Cohen definiu o neofuturismo como "um corolário da tecnologia, sendo as estruturas construídas hoje subprodutos de novos materiais para criar formas antes impossíveis". Etan J. Ilfeld escreveu que na estética neofuturista contemporânea "a máquina se torna um elemento integral do próprio processo criativo e gera o surgimento de modos artísticos que seriam impossíveis antes da tecnologia de computadores". A definição de "une architecture autre" de Reyner Banham é uma chamada para uma arquitetura que supera tecnologicamente todas as arquiteturas anteriores, mas que possui uma forma expressiva, como Banham declarou sobre a neofuturista "Archigram's Plug-in Computerized City, a forma não precisa seguir a função para o esquecimento".

## Pessoas notáveis
O relançamento do neofuturismo no século XXI foi inspirado de forma criativa pela arquiteta vencedora do Prêmio Pritzker de Arquitetura Iraquiano-Britânica Zaha Hadid, Arquiteto espanhol Santiago Calatrava e por Vito Di Bari.
Arquitetos, designers e artistas neofuturistas são o arquiteto francês Denis Laming, Artistas americanos Josh Hadar, Erin Sparler, Marlow Rodale, Studio-X Lawrie Masson; Panayiotis Terzis, e Miguel Ovalle; artista de ruído urbano Joseph Young; Designer francês Patrick Jouin  Artista britânica Olivia Peake; Designer japonês Yuima Nakazato, Artista sueco Simon Stålenhag, Artista italiano Luca Bestetti e o artista grego Charis Tsevis. O neofuturismo absorveu alguns dos temas e ideias da arquitetura de alta tecnologia, incorporando elementos da indústria de alta tecnologia e tecnologia na construção de projetos: tecnologia e contexto é o foco de alguns arquitetos desse movimento, como Buckminster Fuller, Norman Foster, Kenzo Tange, Renzo Piano, Richard Rogers, Frei Otto, e Santiago Calatrava.

## Galeria

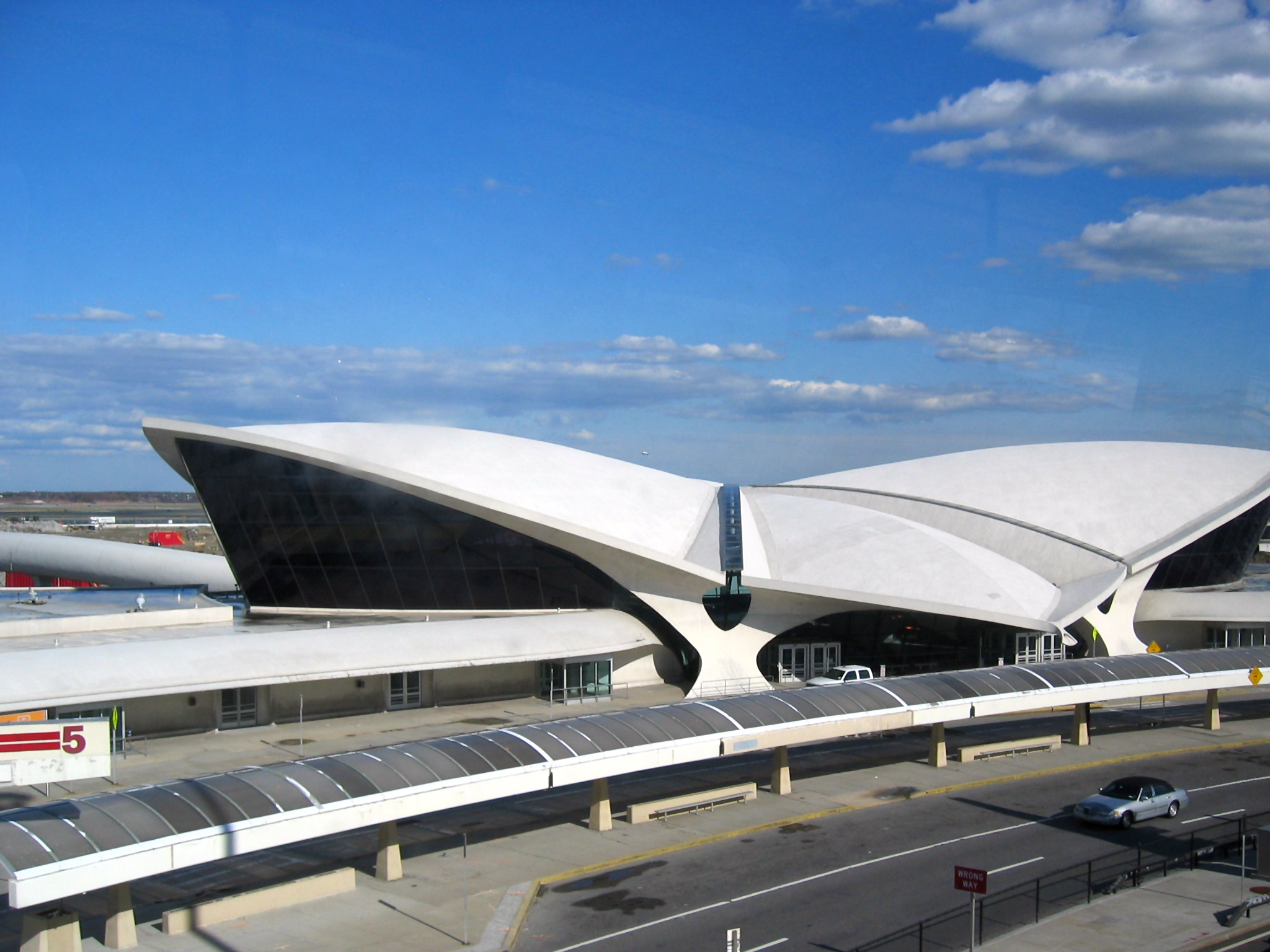
Terminal da TWA na Cidade de Nova York por Eero Saarinen, 1962
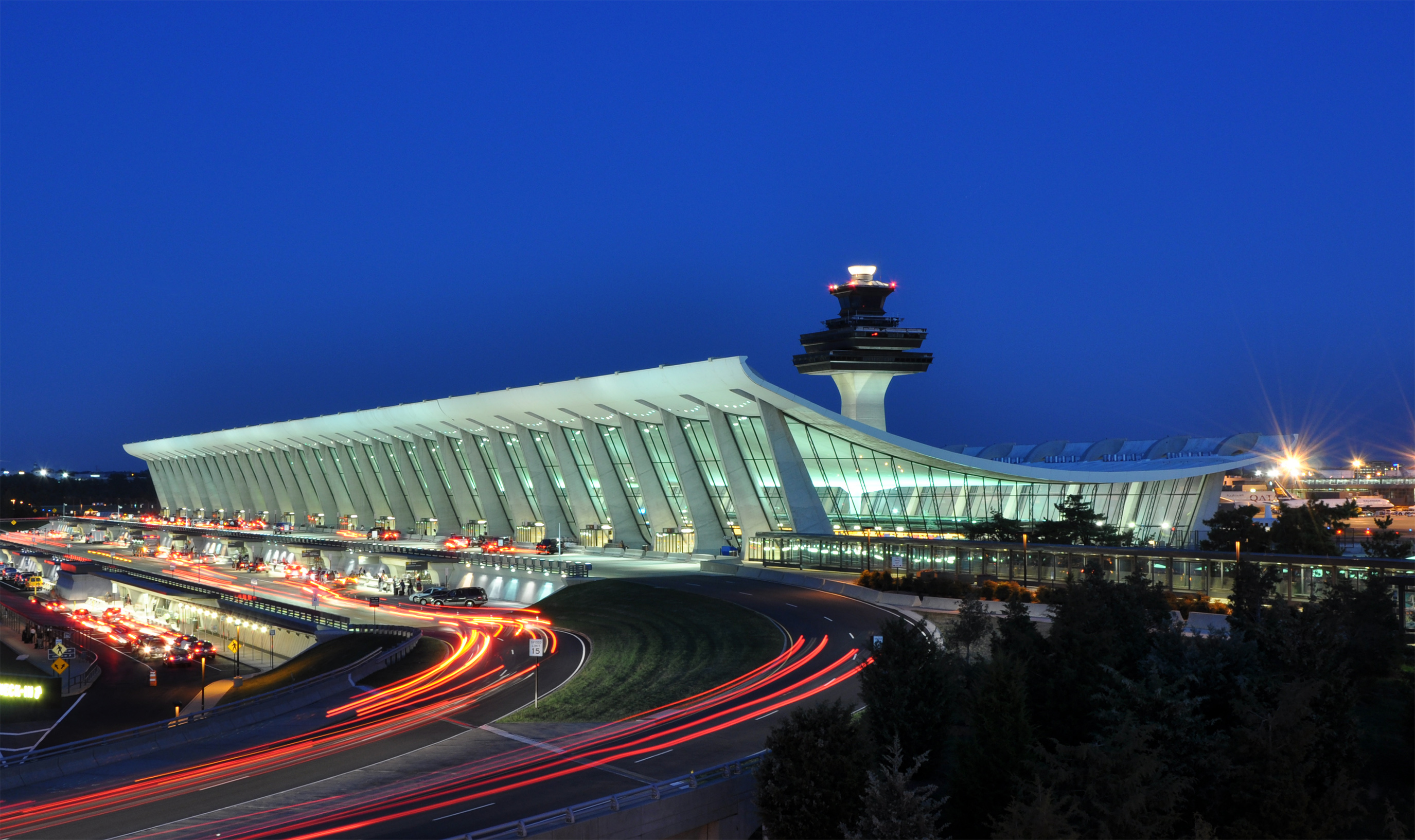
Aeroporto Internacional Washington Dulles em Chantilly por Eero Saarinen, 1963
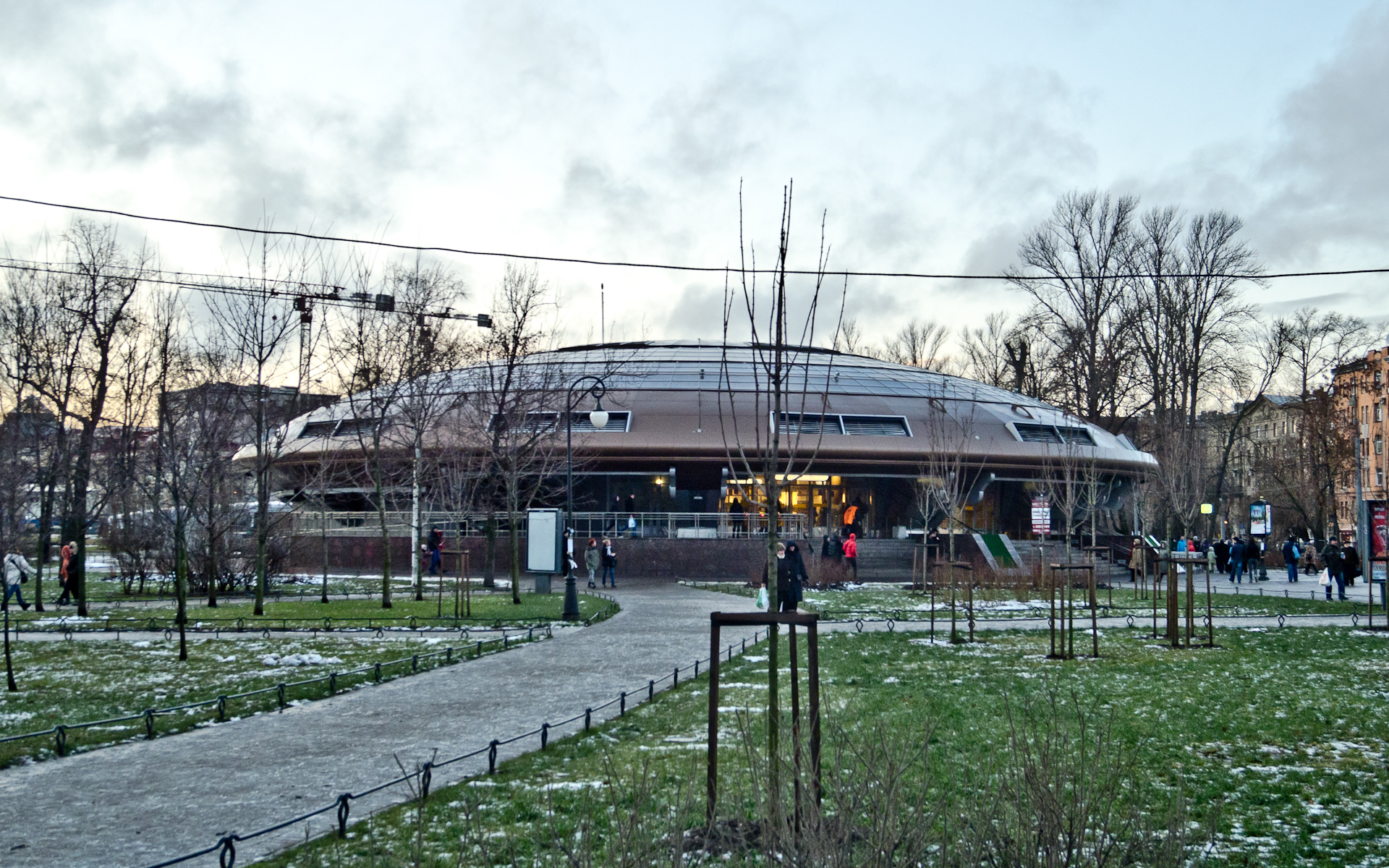
Gorkovskaya Metro em São Petersburgo, União Soviética, 1963
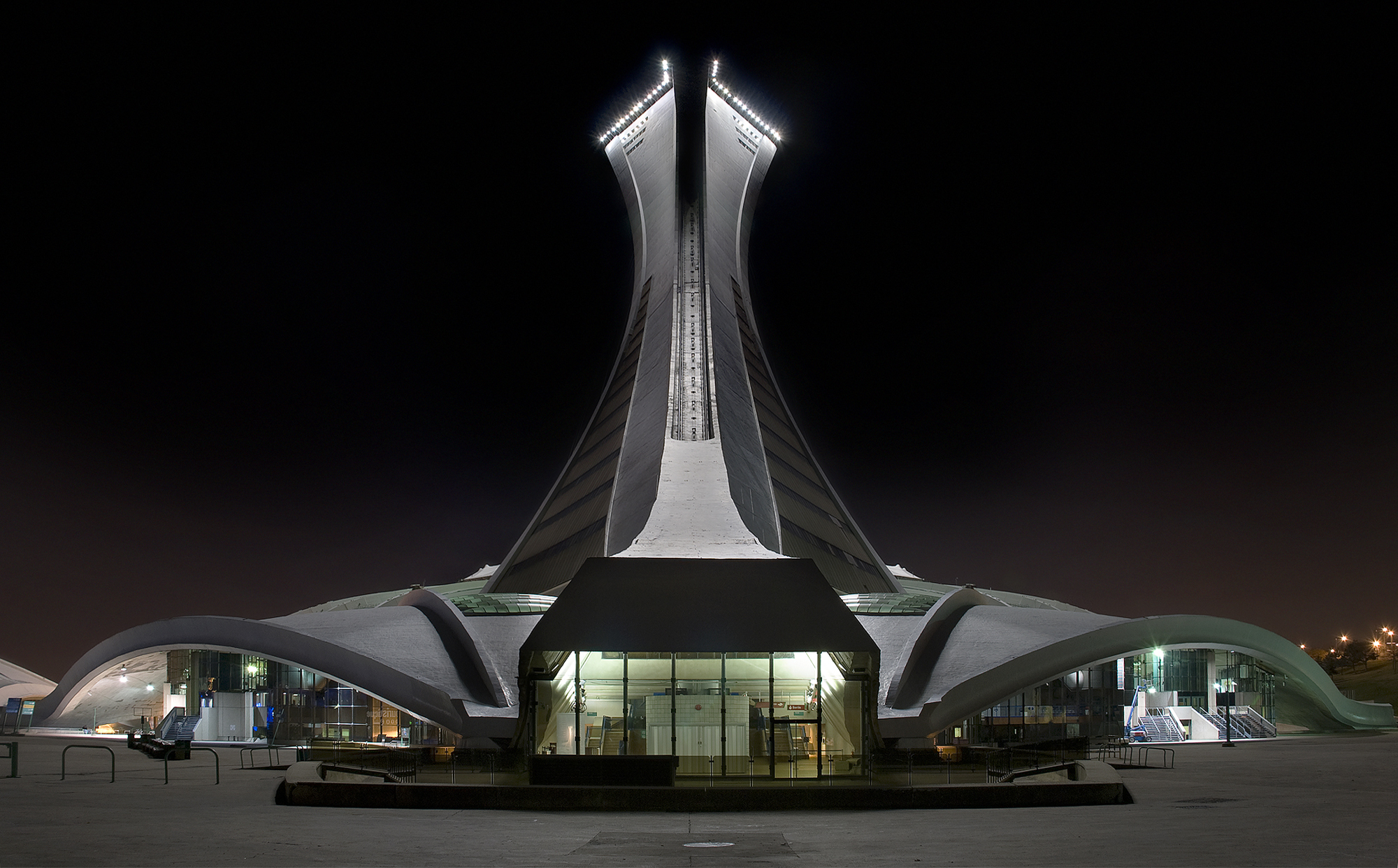
O Tour de Montreal em Montreal por Roger Taillibert, 1987
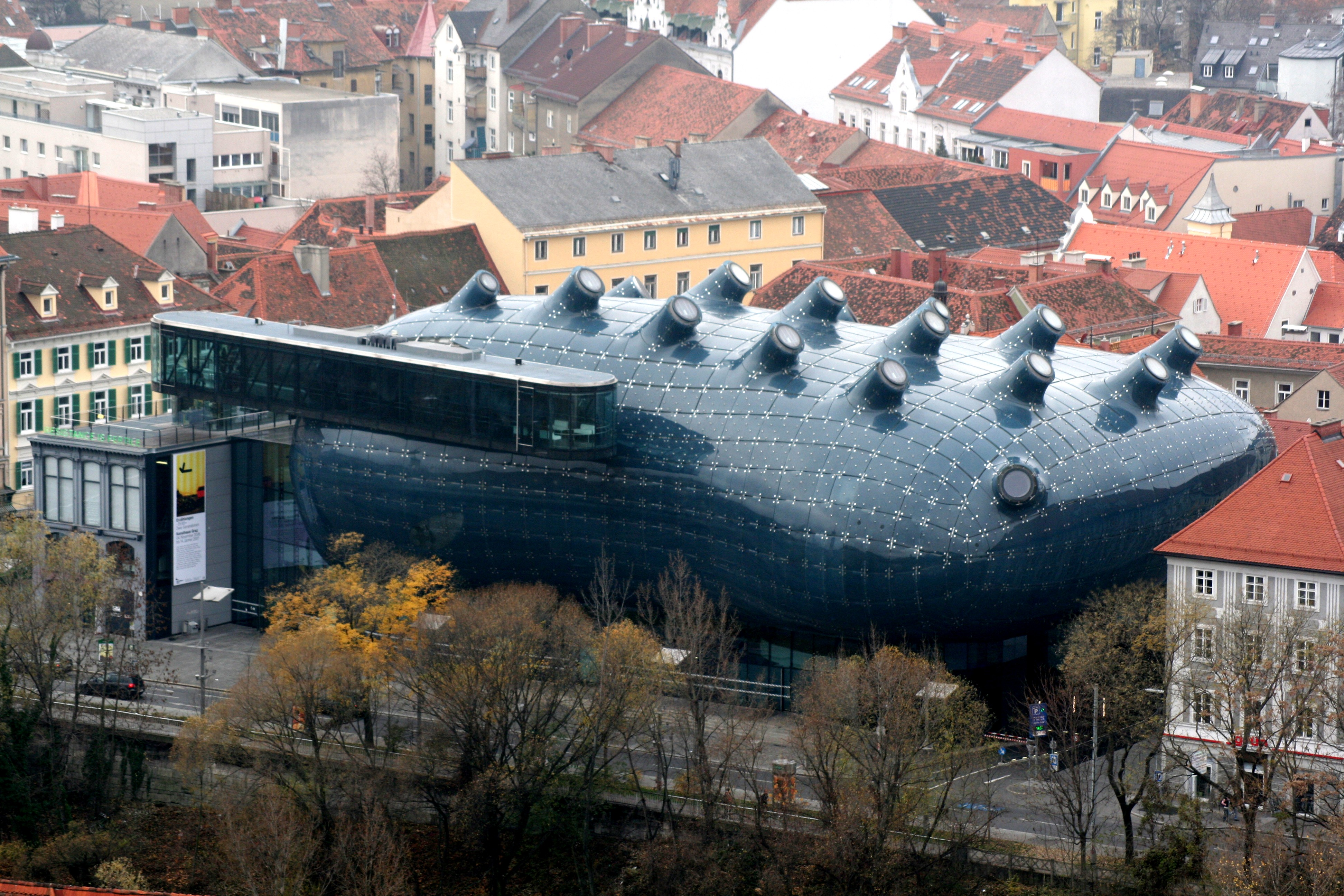
Kunsthaus Graz em Graz por Peter Cook e Colin Fournier, 2003
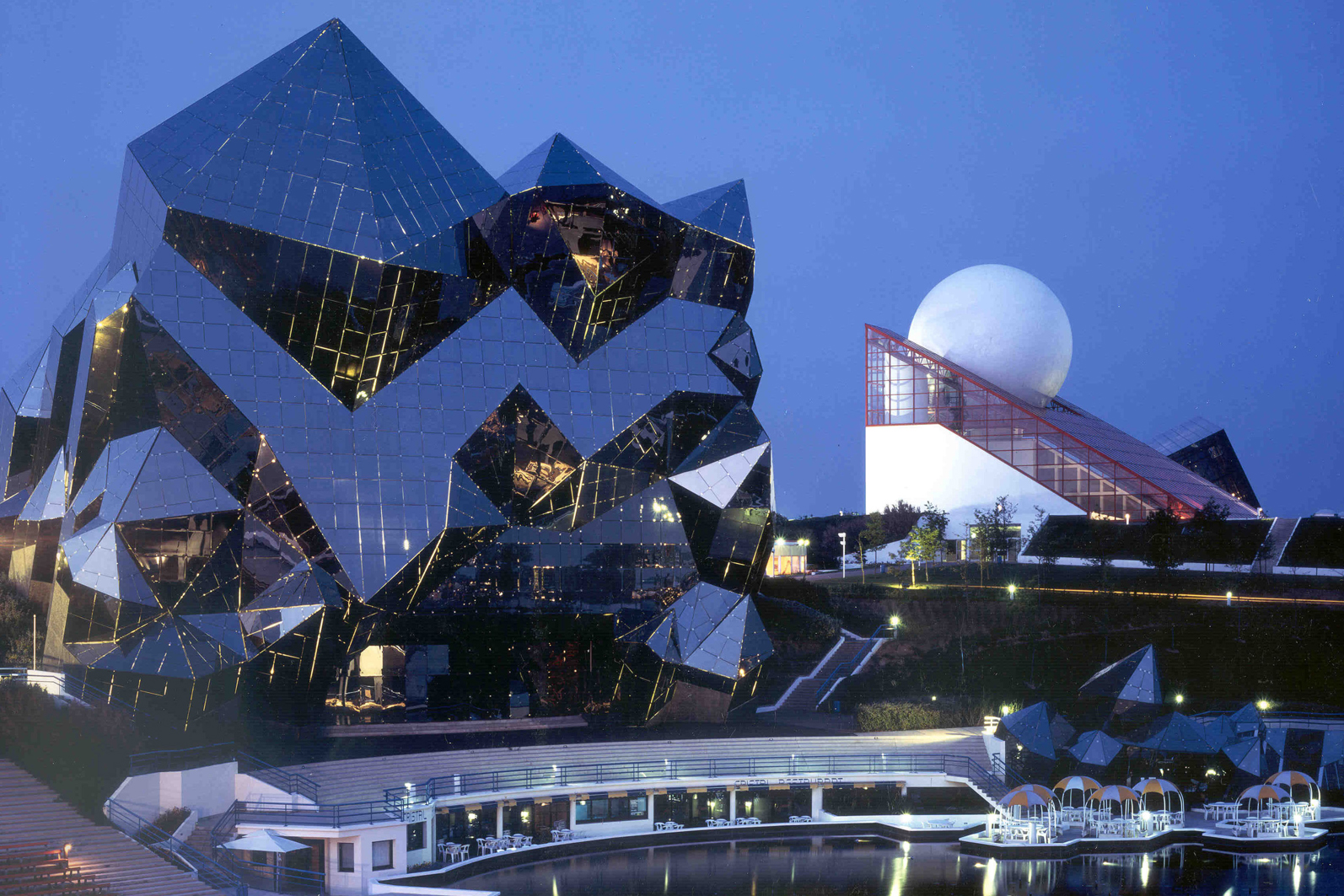
Futuroscope em Poitiers por Denis Laming, 1984
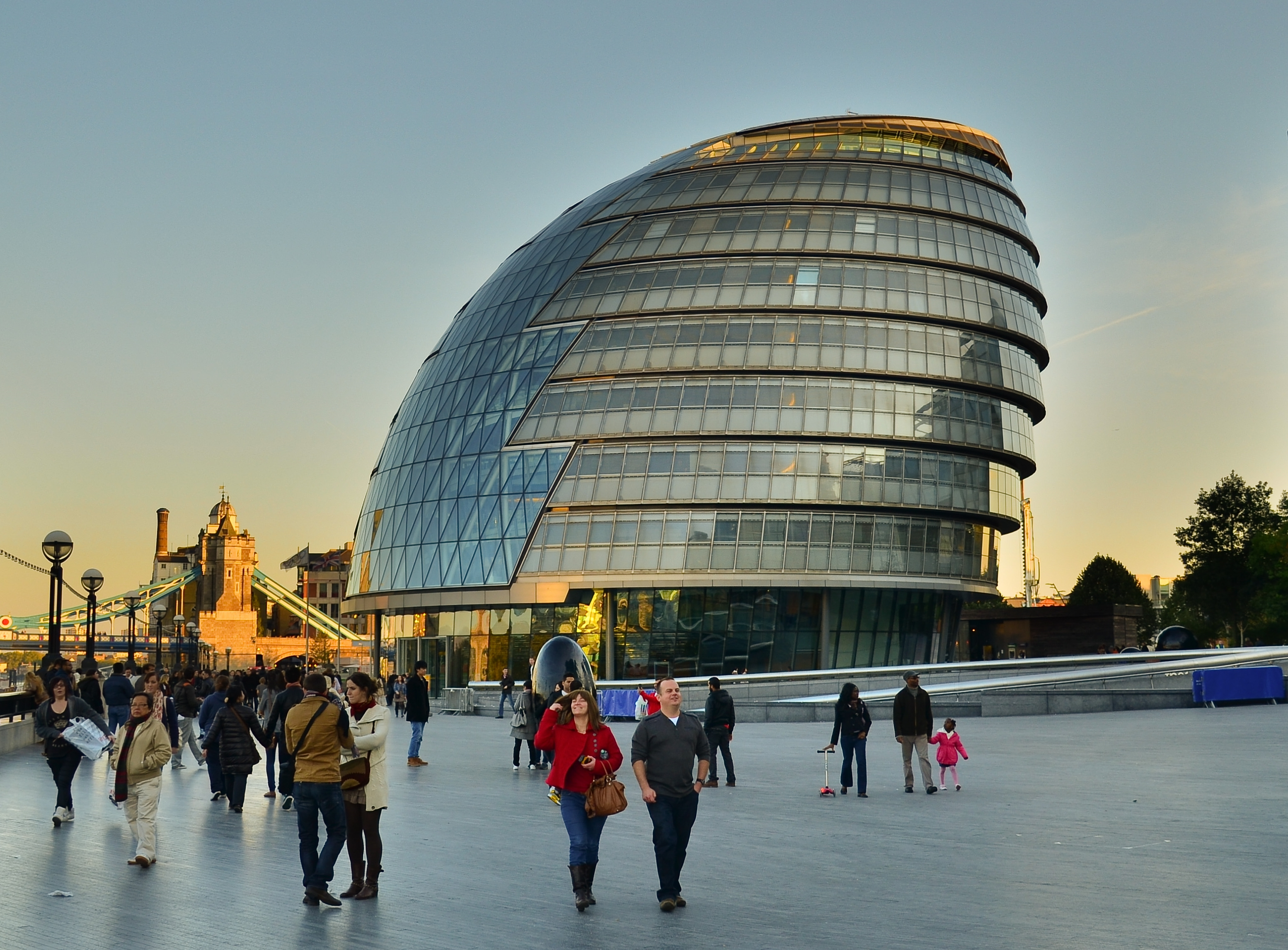
Prefeitura de Londres em Londres por Norman Foster, 2002
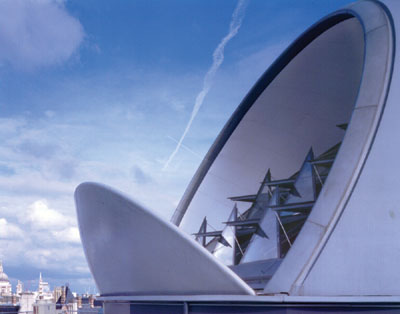
The Biblioteca Britânica de Ciência Política e Econômica em Londres por Norman Foster, 2000
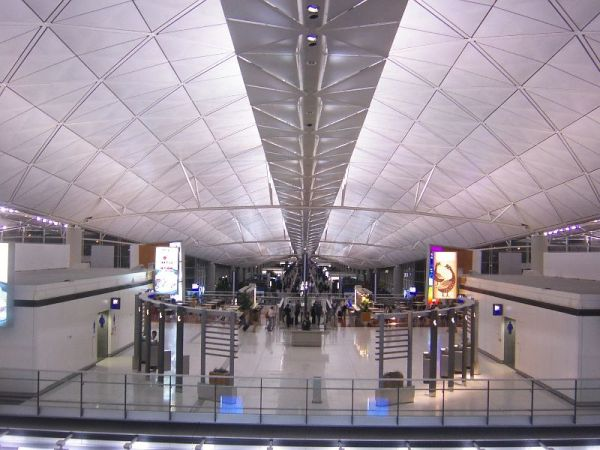
O telhado interior futurista do Aeroporto Internacional de Hong Kong me Hong Kong por Norman Foster, 1998
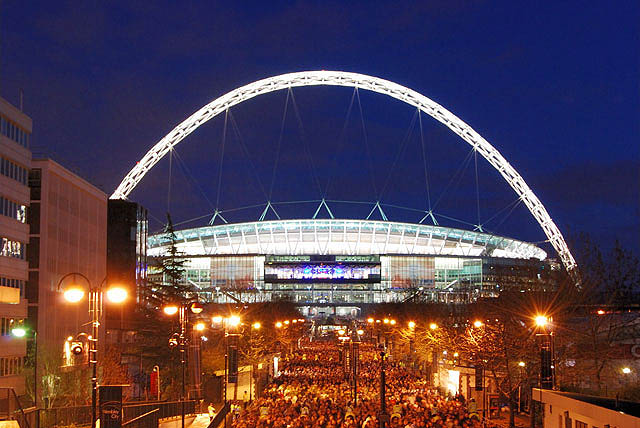
O novo estádio de Wembley em Londrês por Norman Foster, 2007
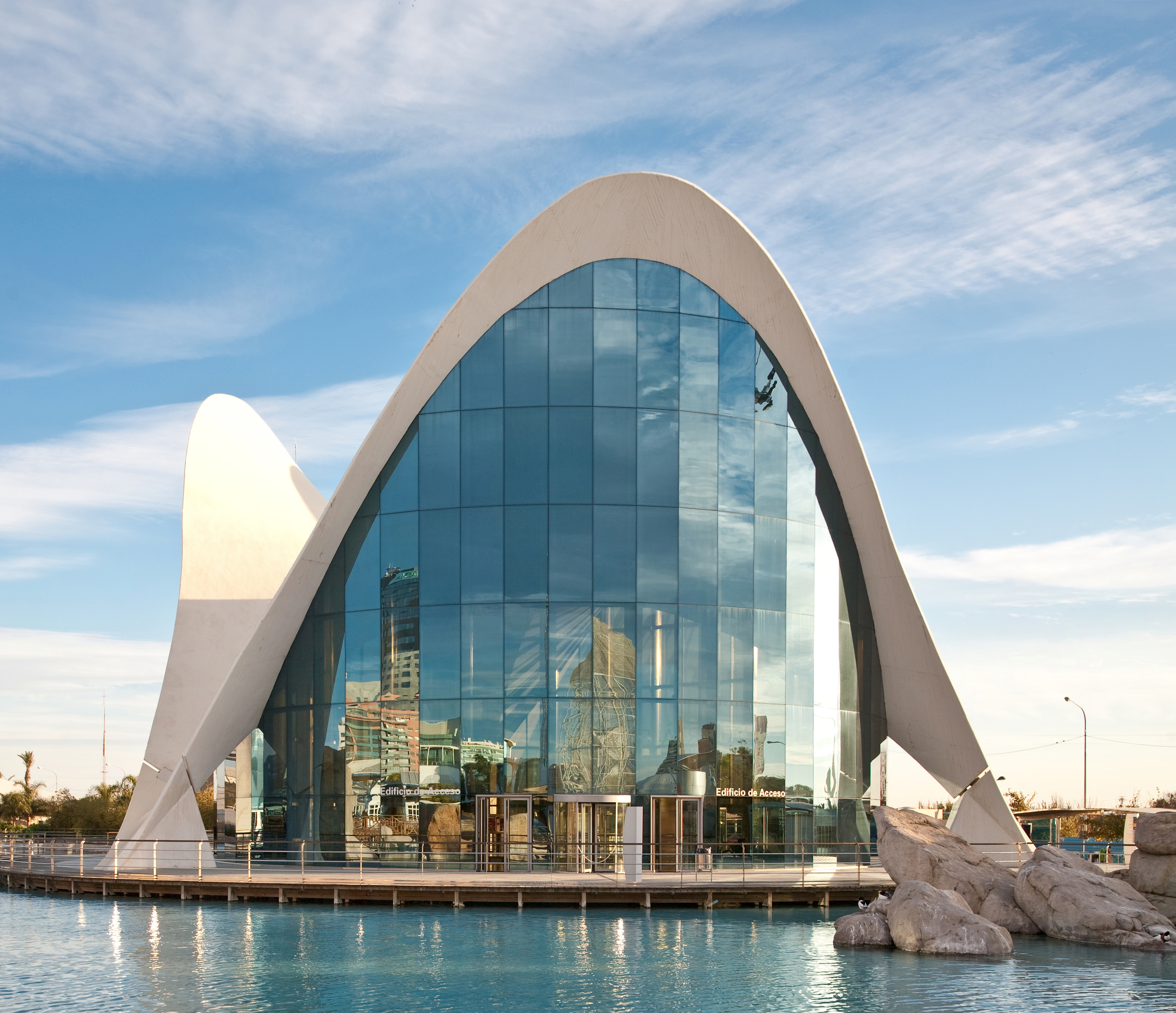
L'Oceanogràfic em Cidade das Artes e das Ciências em Valência por Félix Candela, 2003
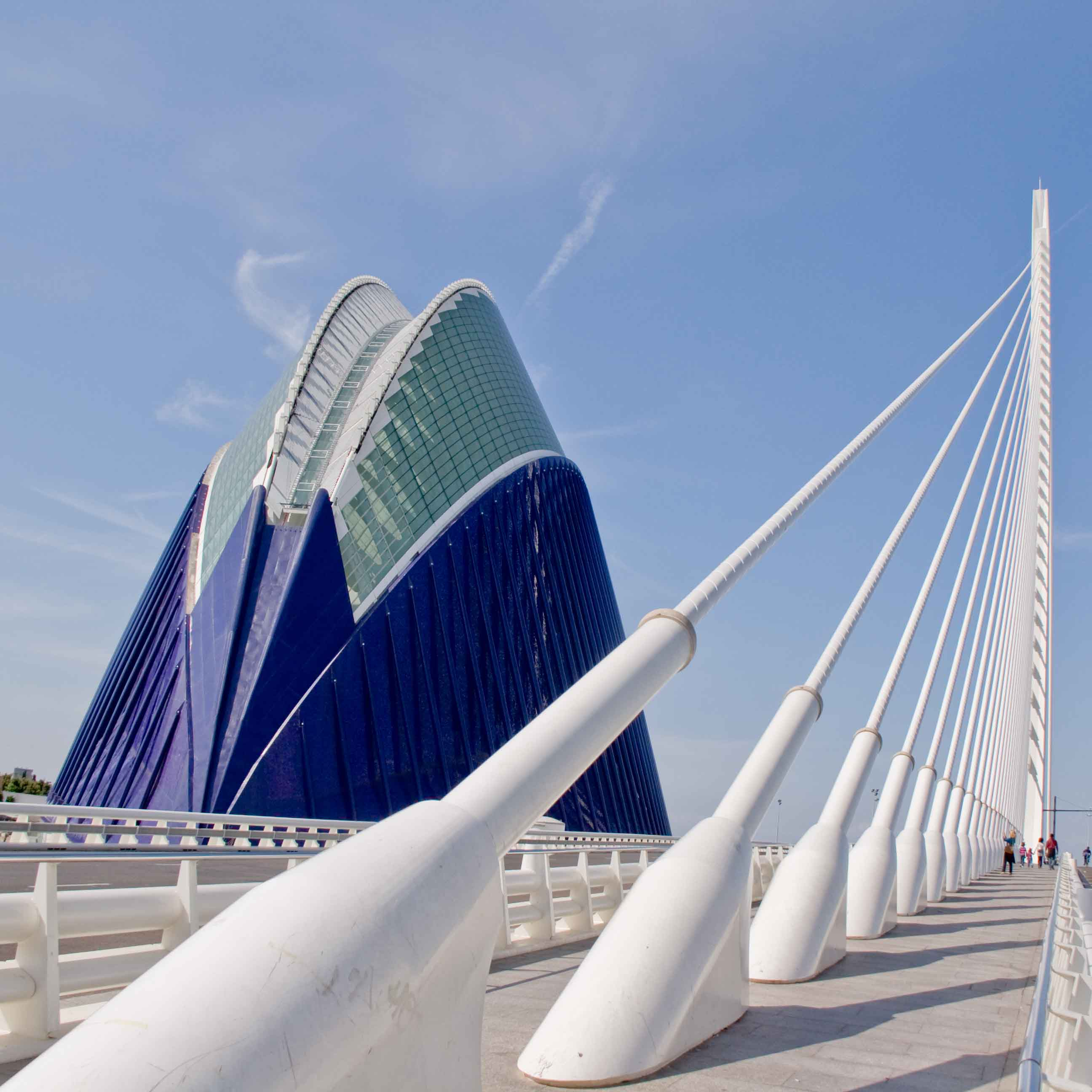
L'Àgora na Cidade das Artes e Ciências em Valencia por Santiago Calatrava, 2009
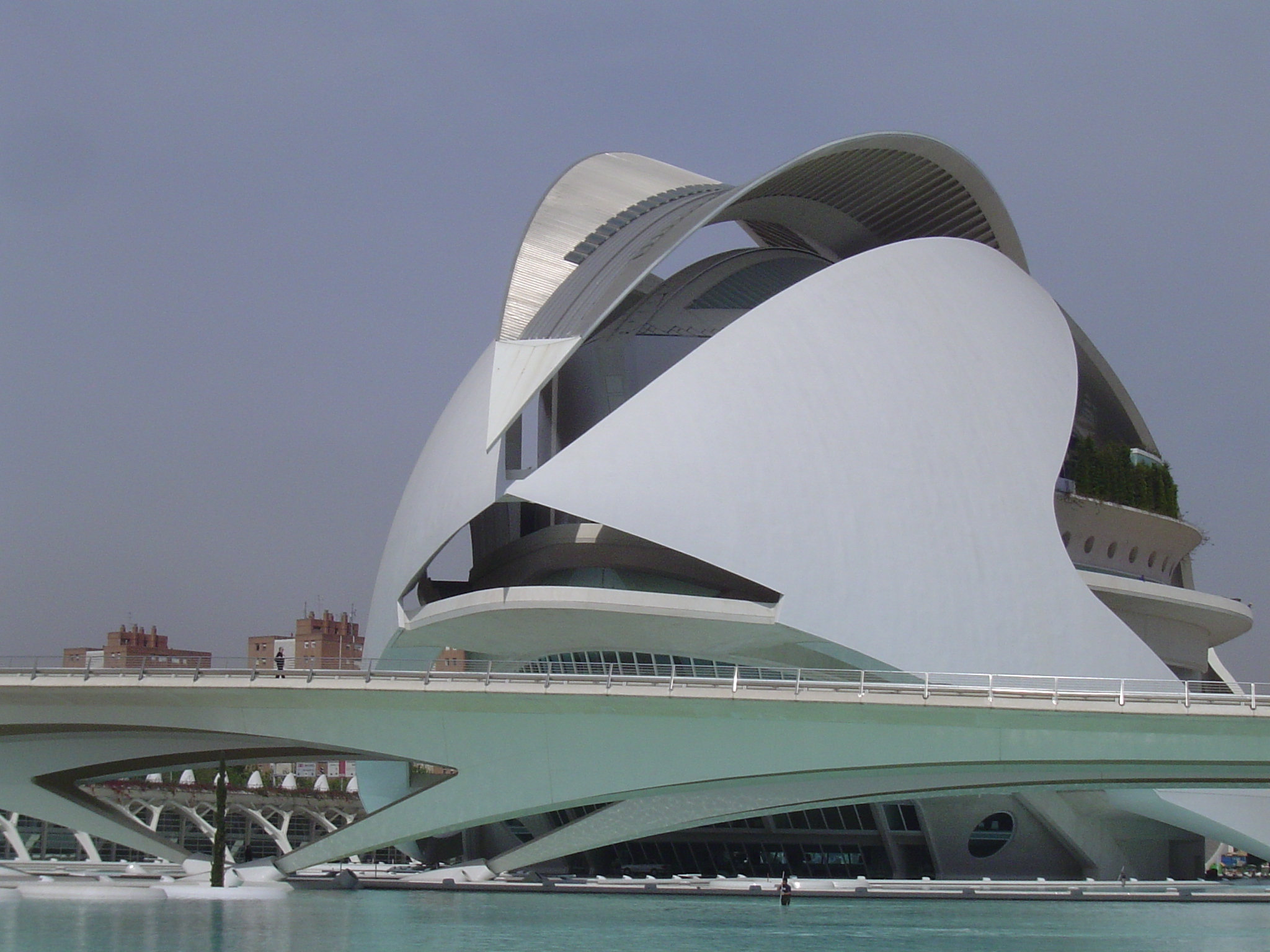
El Palau de les Arts Reina Sofía em Cidade das Artes e das Ciências em Valência por Santiago Calatrava, 2005
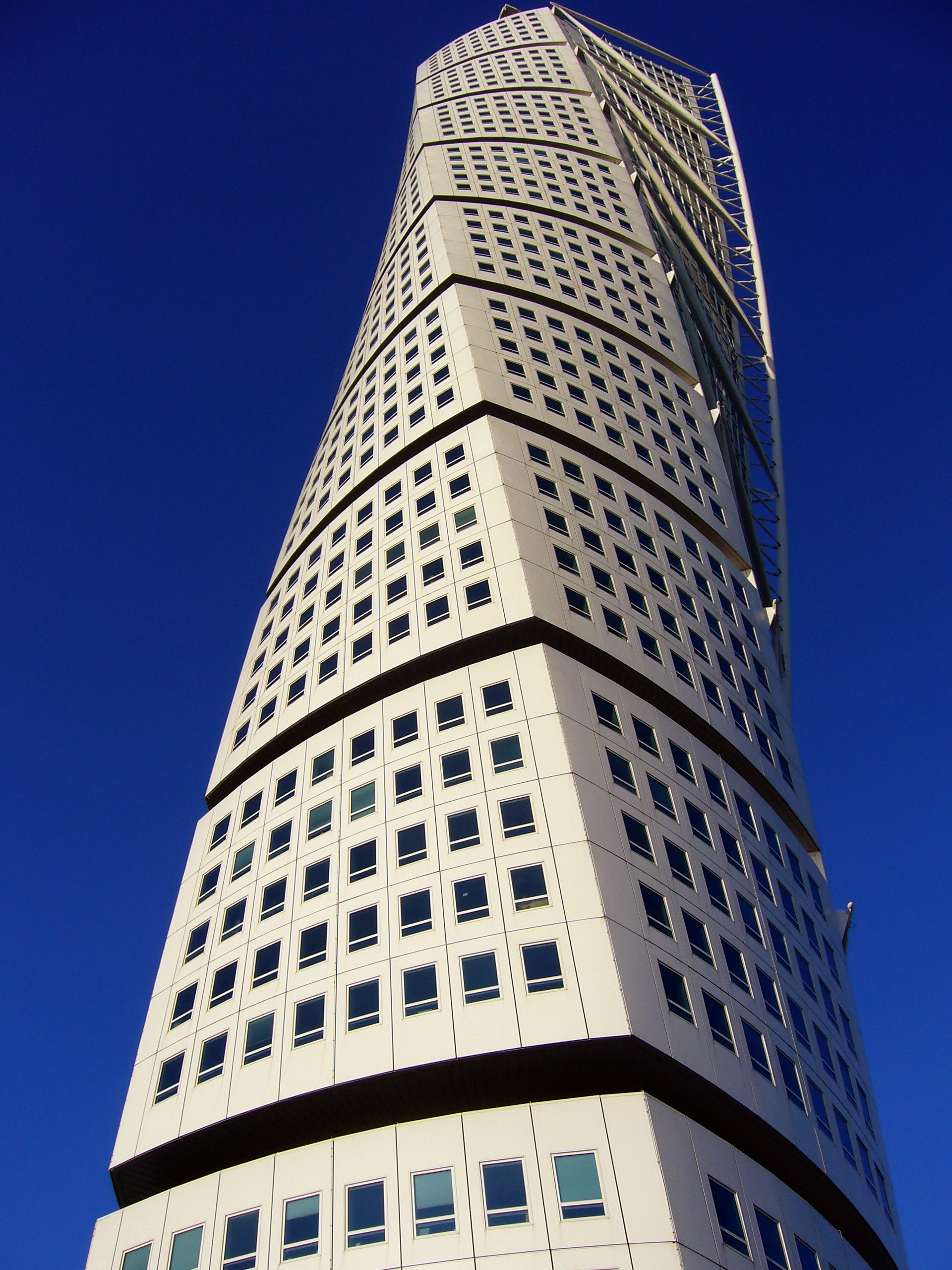
Turning Torso em Malmö por Santiago Calatrava, 2005
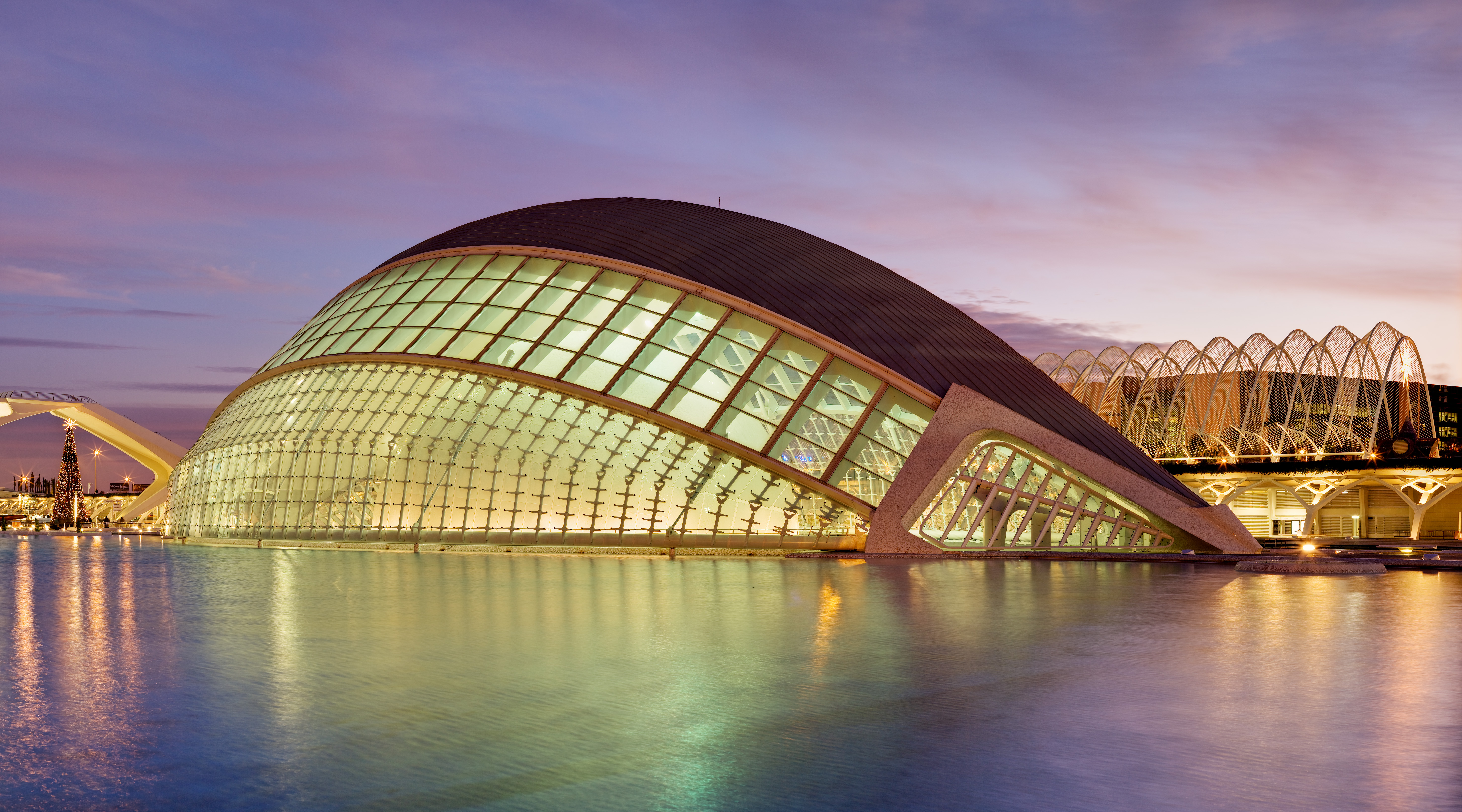
L'Hemisfèric em Cidade das Artes e das Ciências em Valência porby Santiago Calatrava, 1998
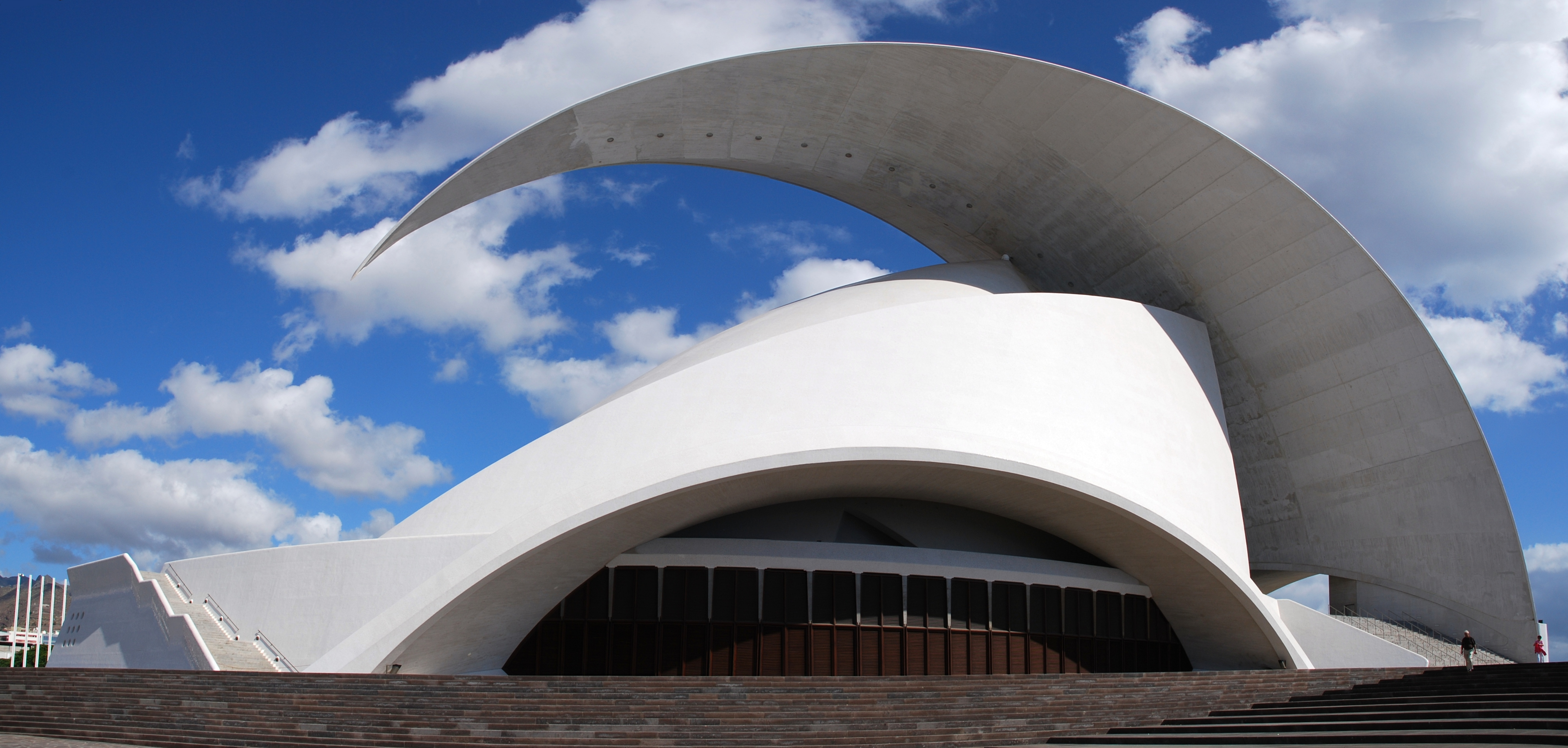
Auditorio de Tenerife em Santa Cruz de Tenerife por Santiago Calatrava, 2003
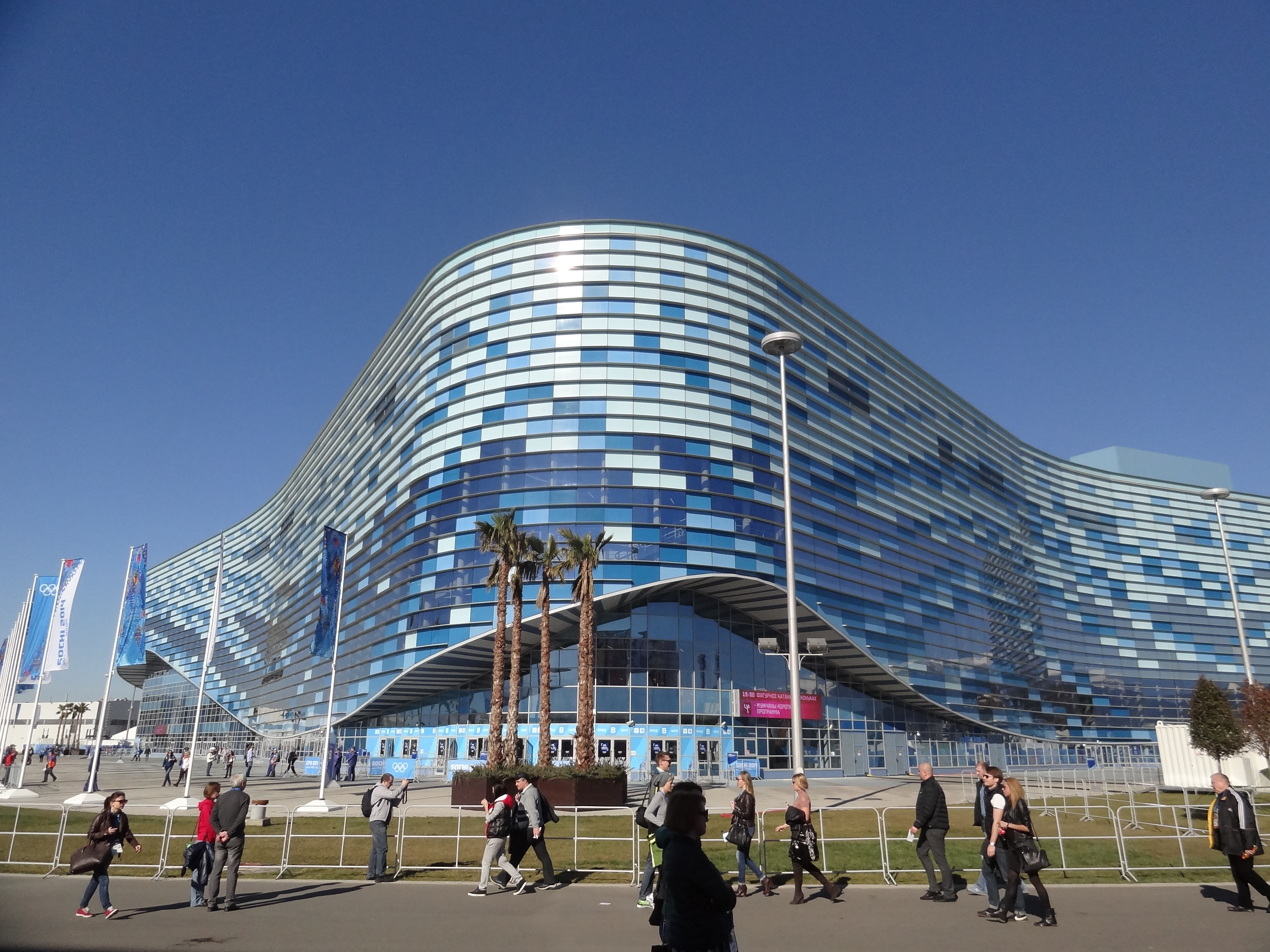
Palácio do Iceberg em Sochi por Andrey Bokov, 2012
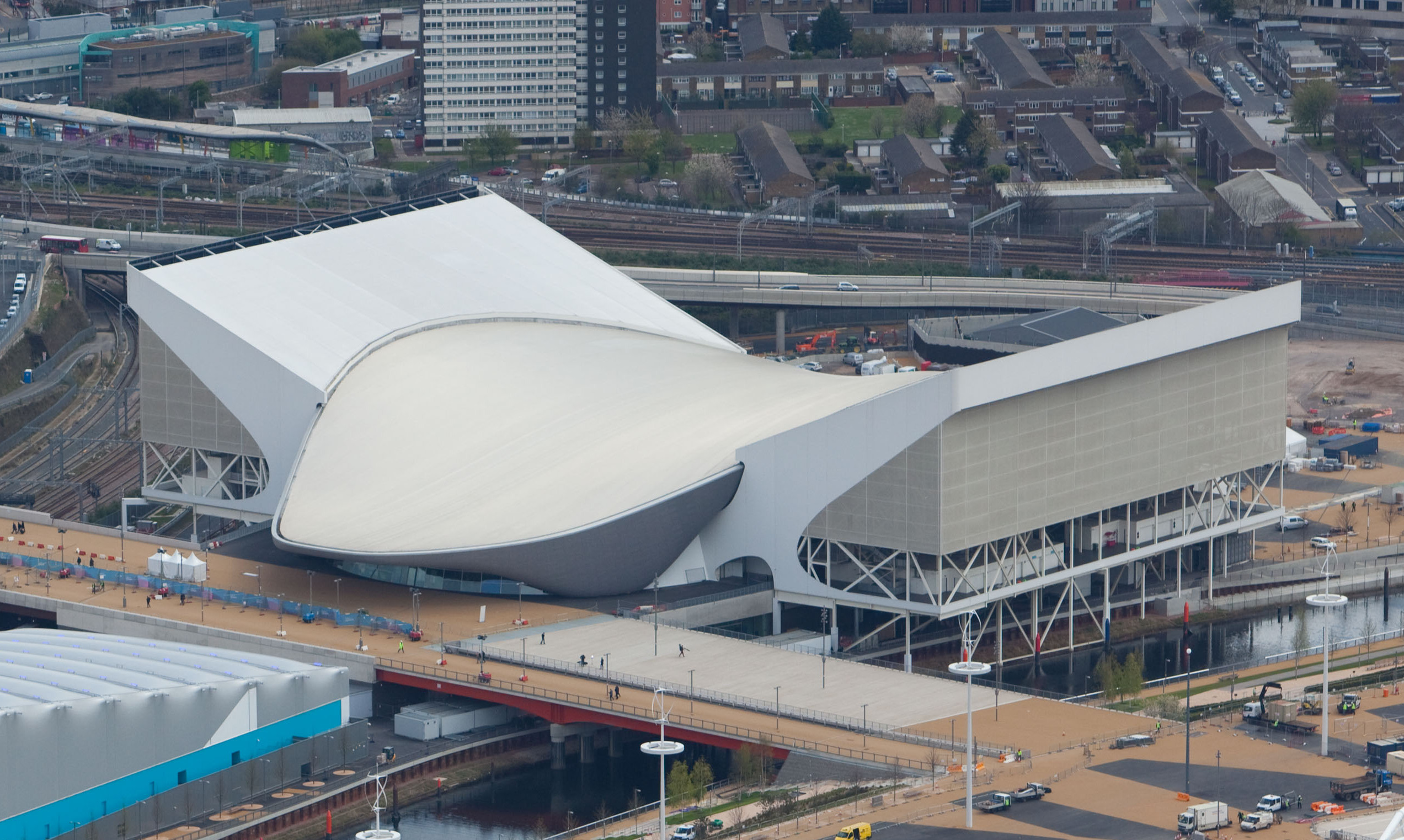
Centro Aquático de Londres em Stratford por Zaha Hadid, 2011
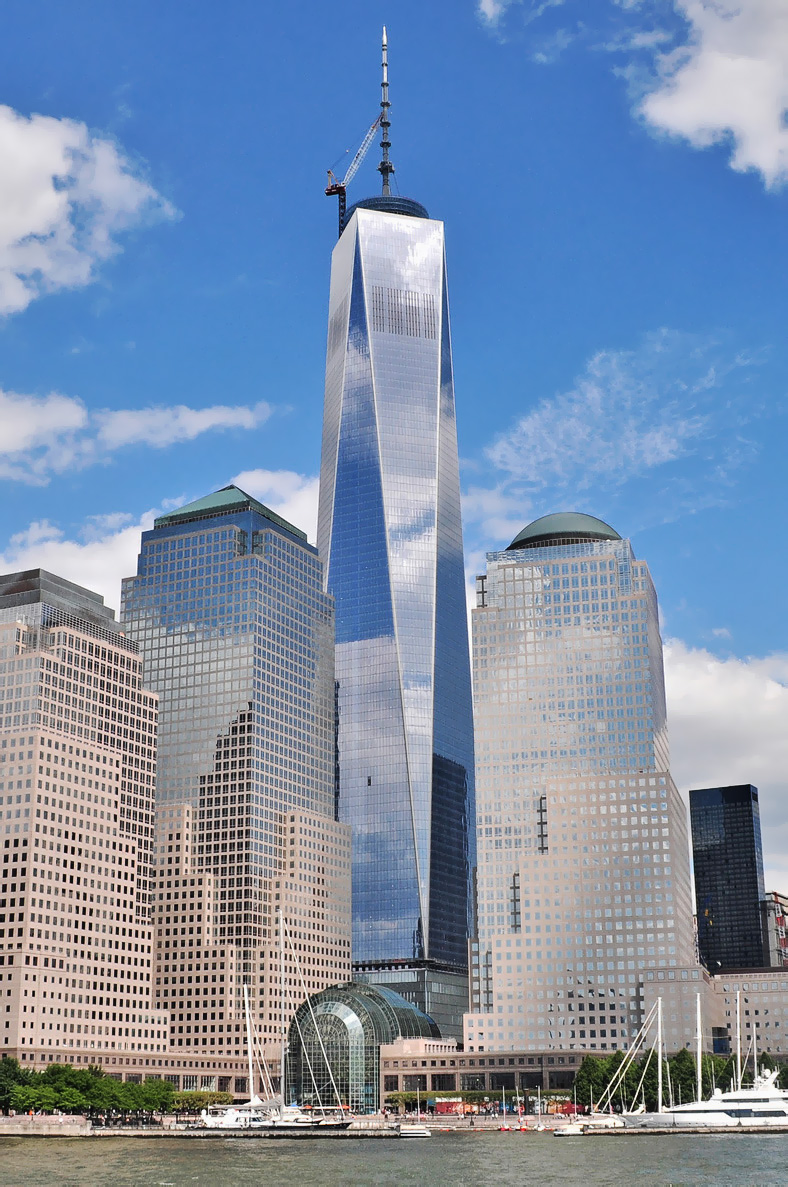
The One World Trade Center na Cidade de Nova York por David Childs, 2014
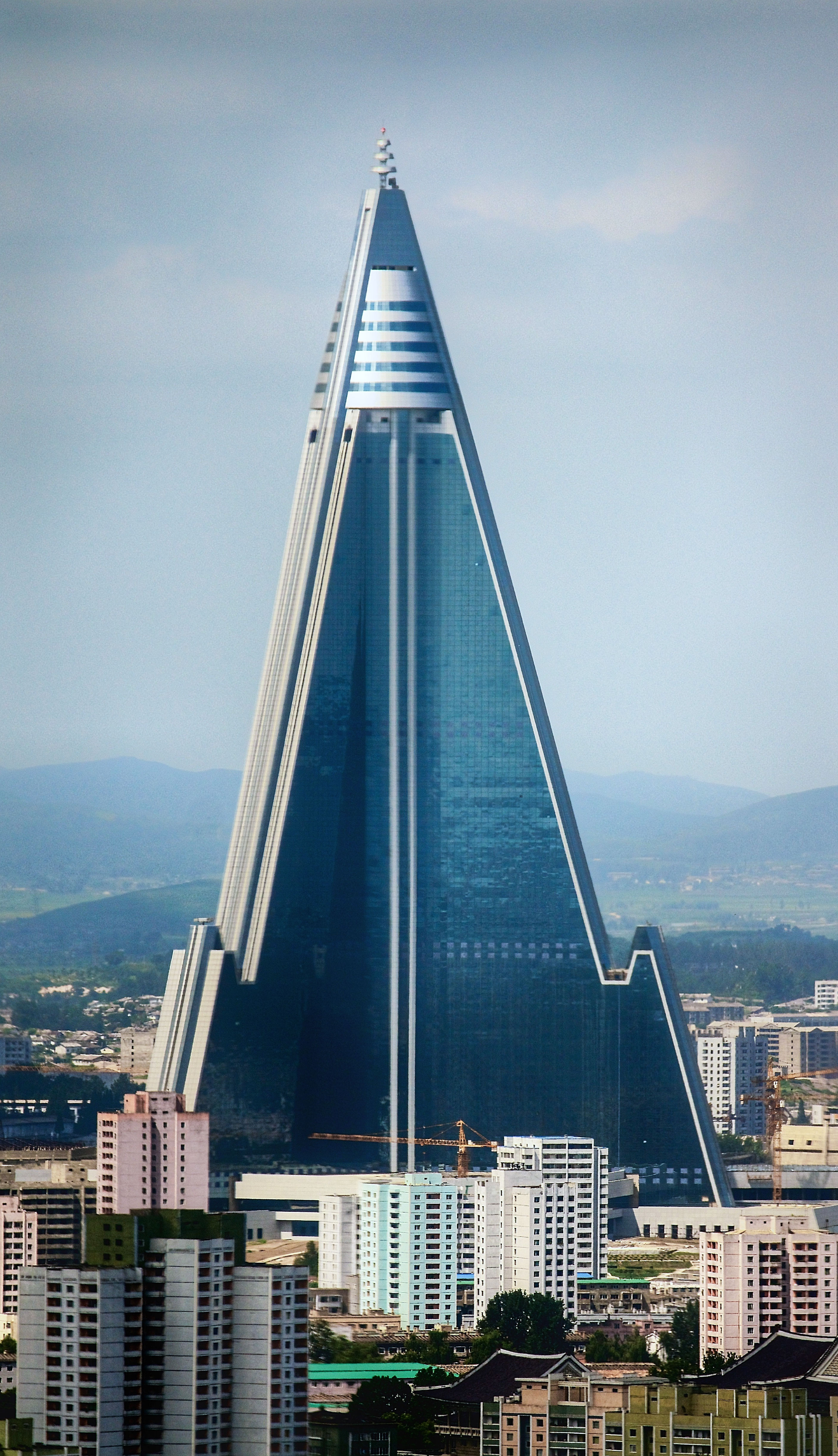
Hotel Ryugyong em Pyongyang, Coreia do Norte, 2011
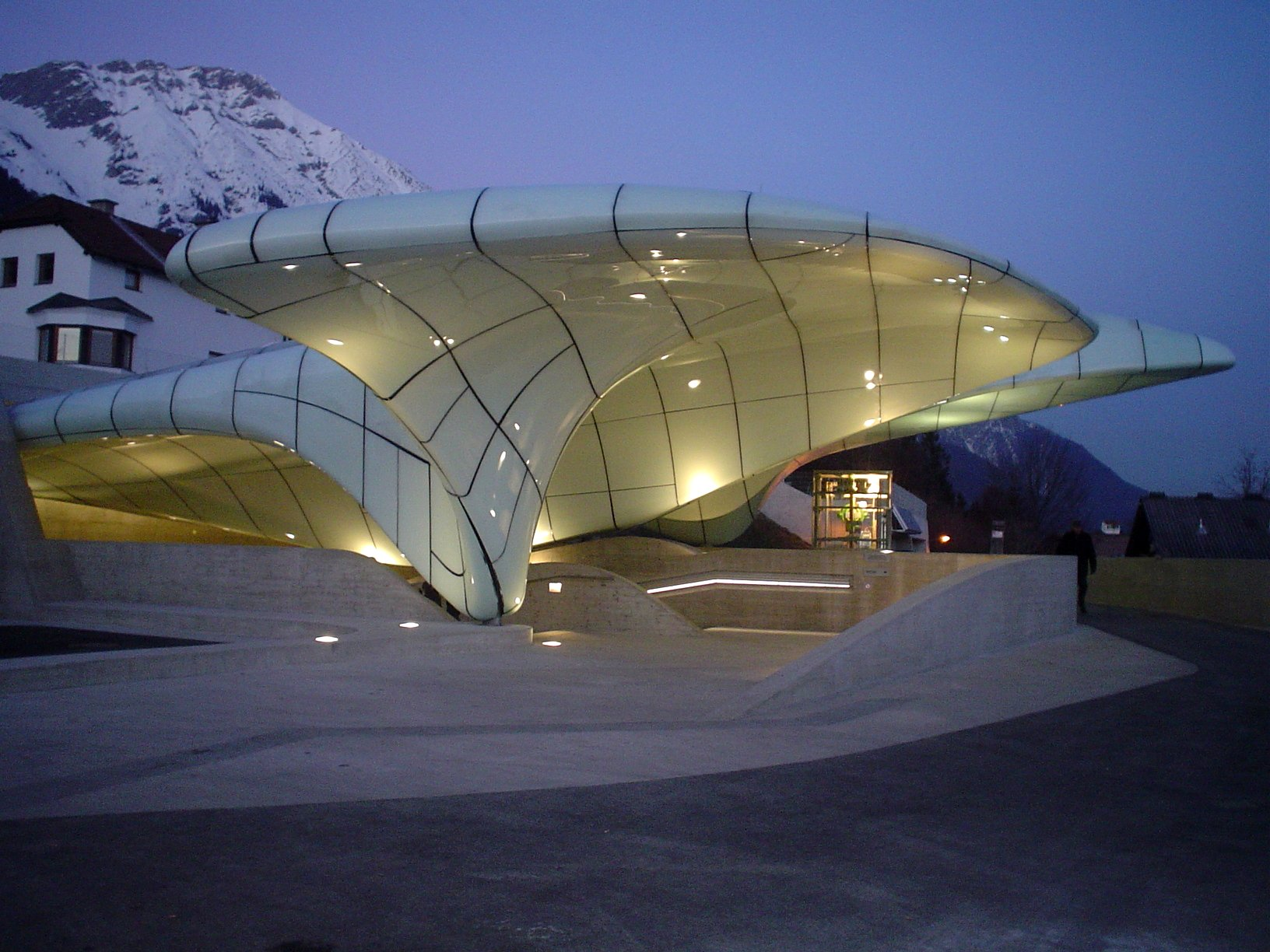
Hungerburgbahn estação superior em Hungerburg por Zaha Hadid, 2007
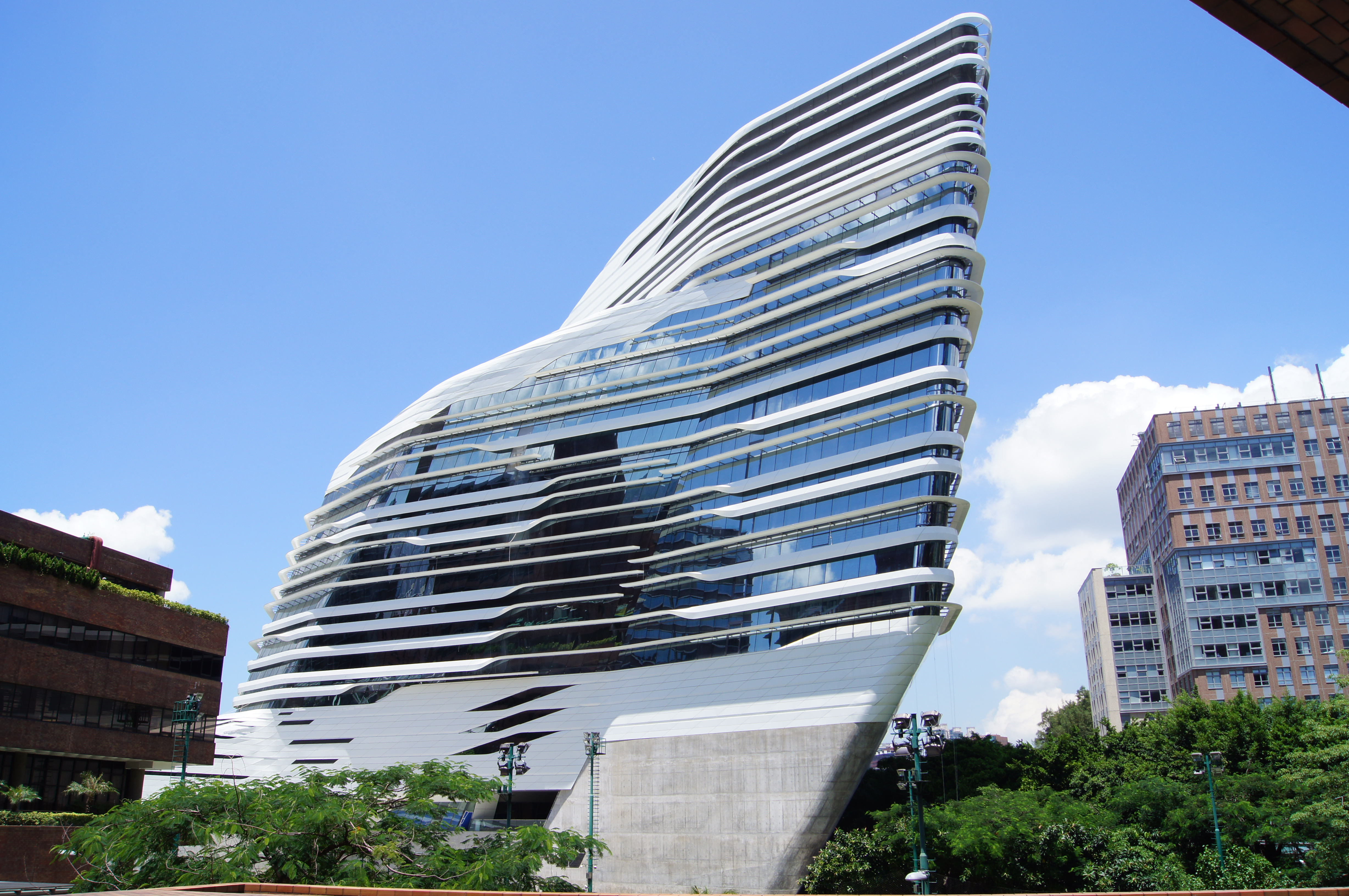
Jockey Club Innovation Tower em Hong Kong por Zaha Hadid, 2013
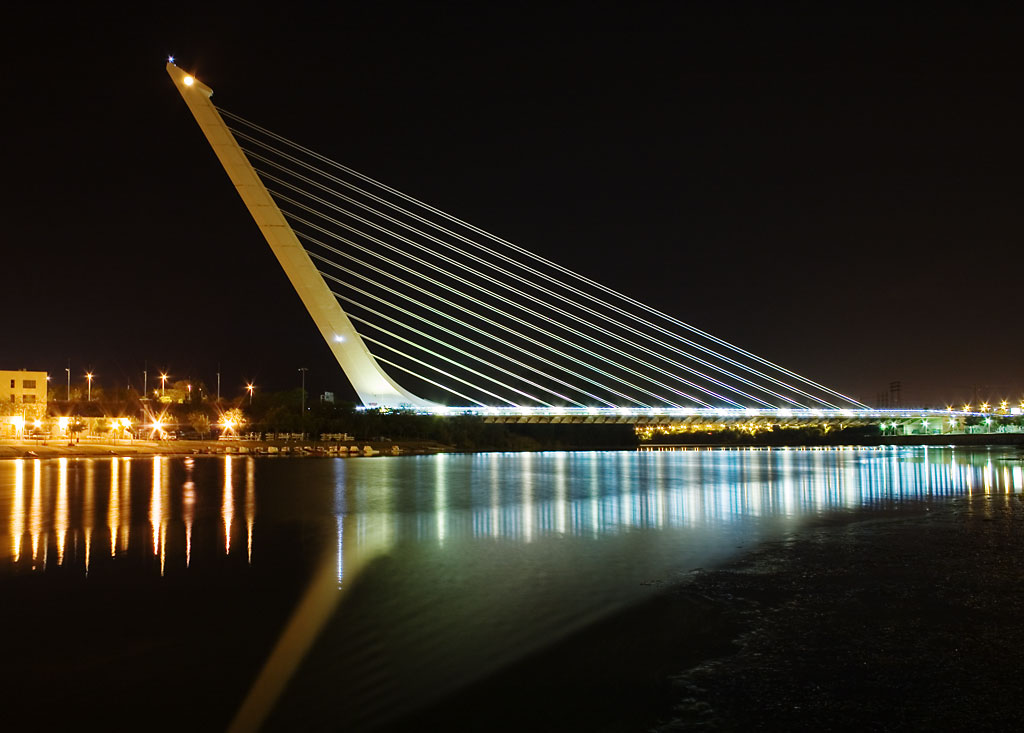
Ponte de Alamillo em Sevilha por Santiago Calatrava, 1992
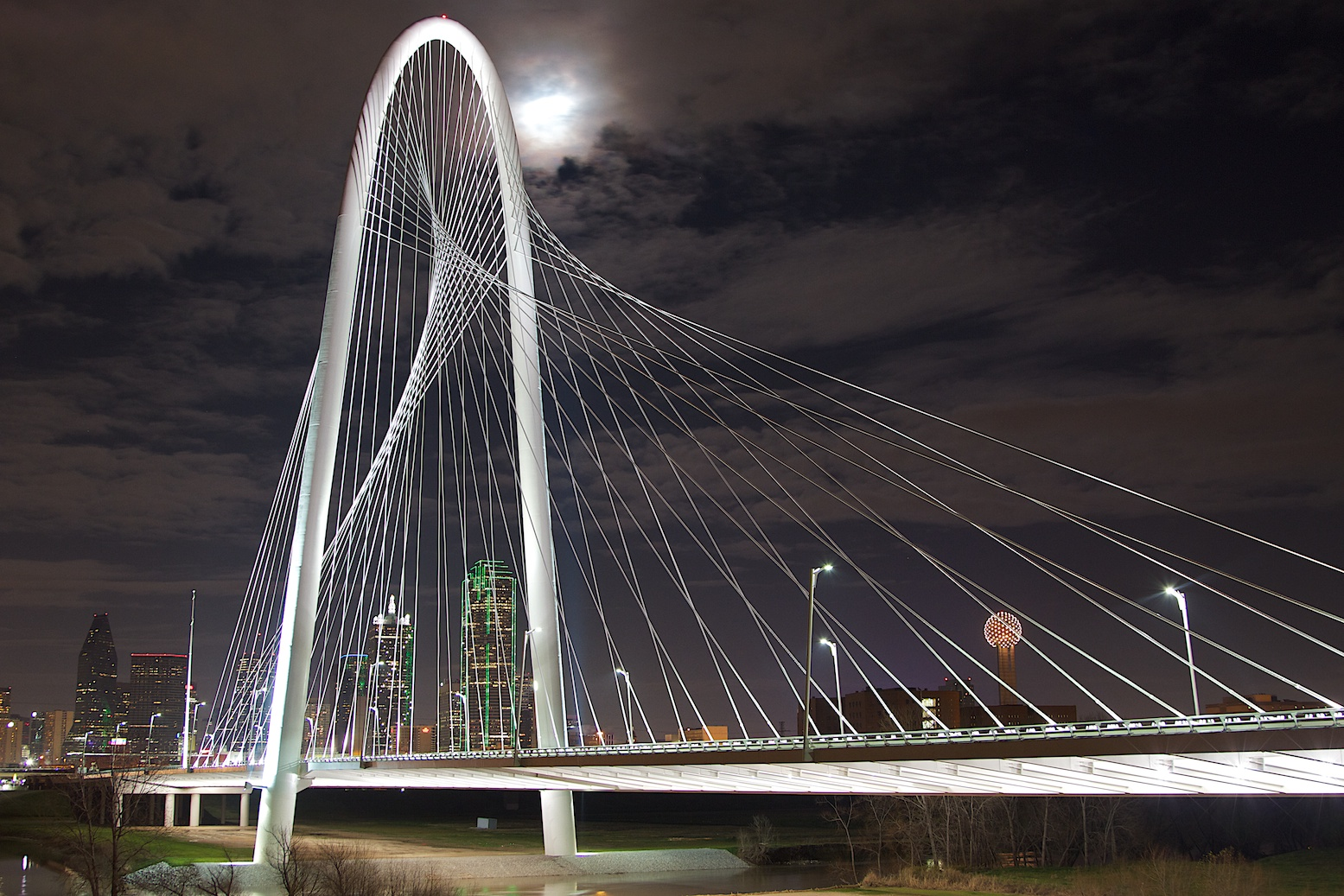
A Ponte Margaret Hunt em Dallas por Santiago Calatrava, 2012
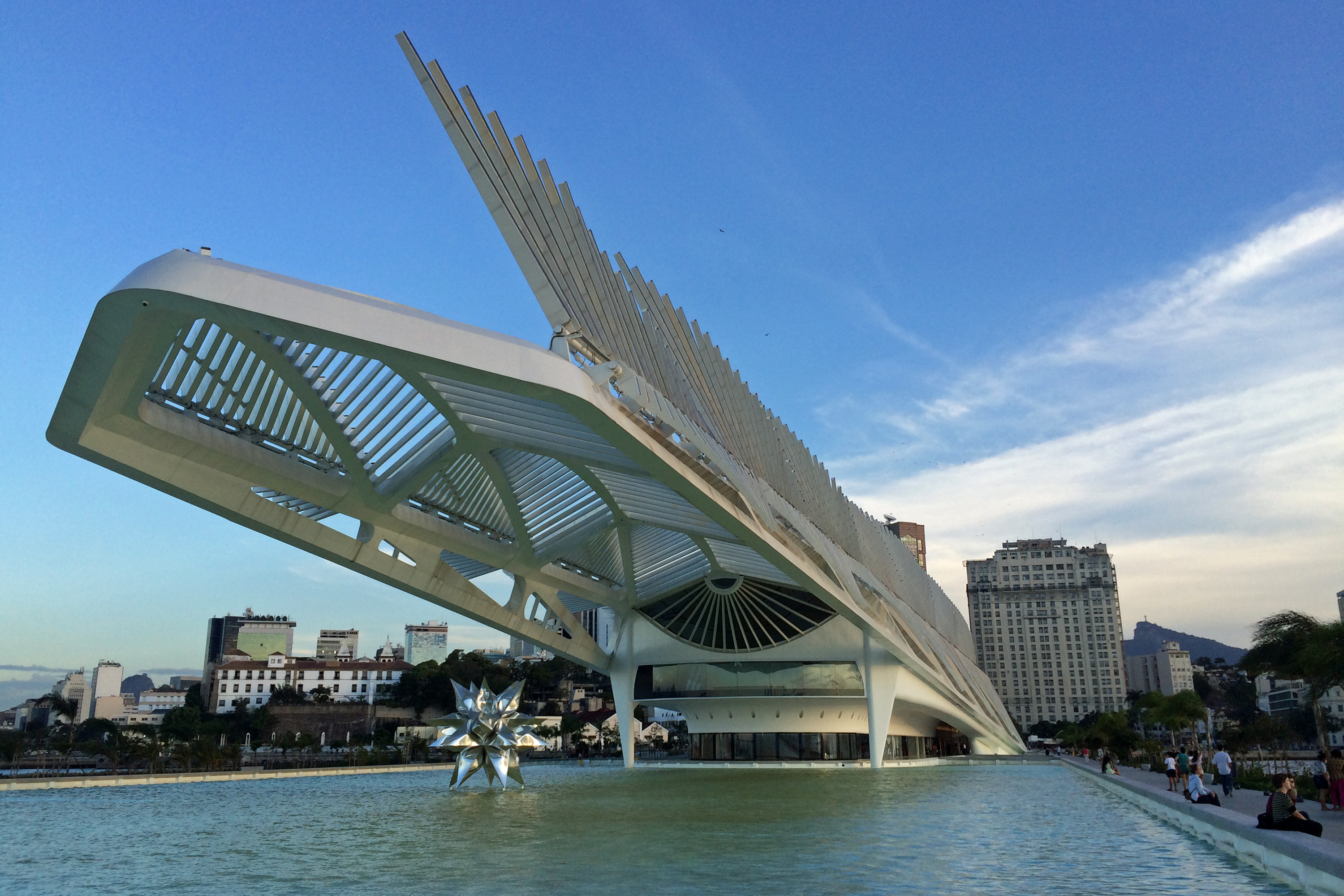
Museu do Amanhã no Rio de Janeiro por Santiago Calatrava, 2015
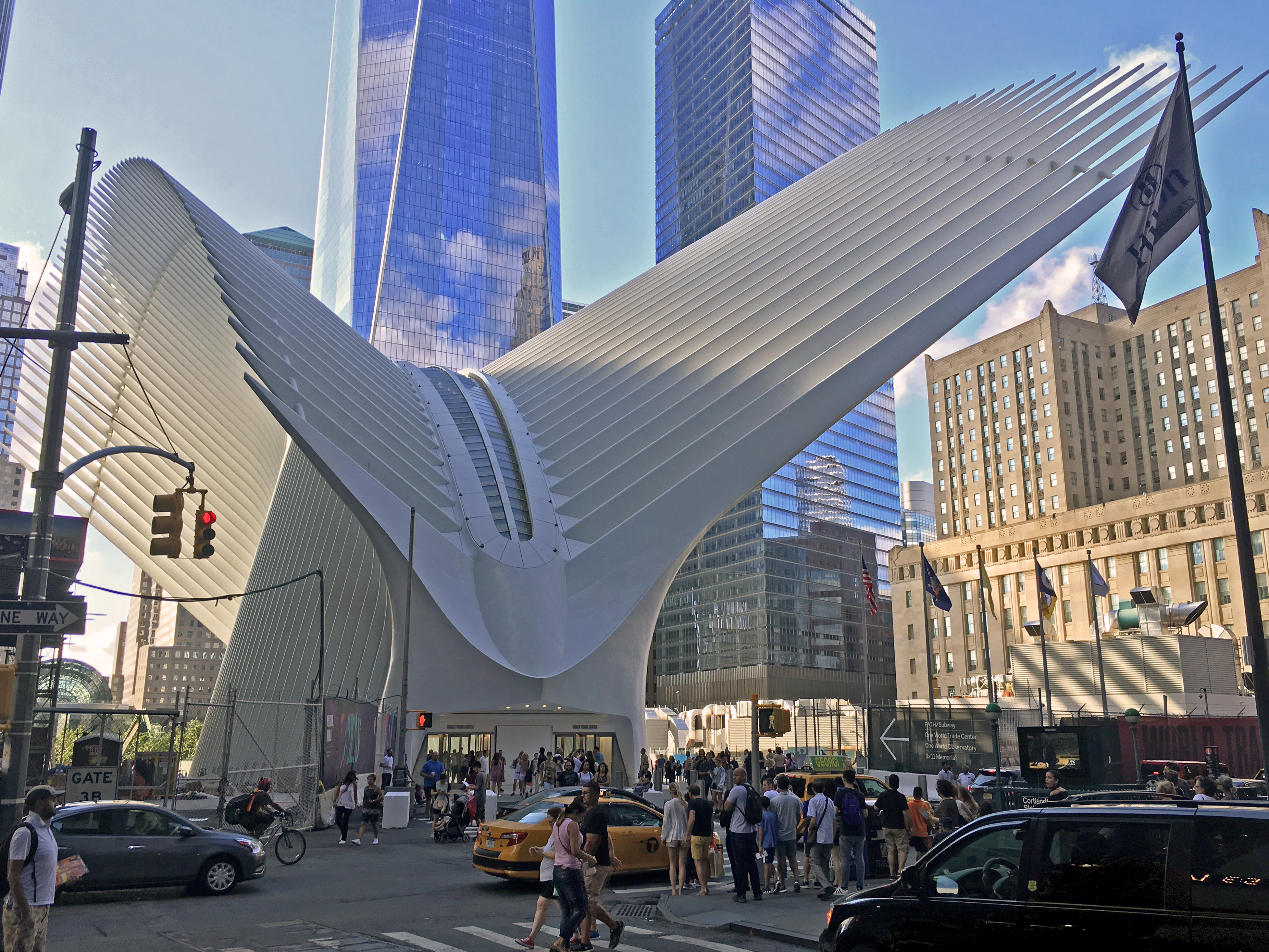
The World Trade Center Hub na Cidade de Nova York por Santiago Calatrava, 2016
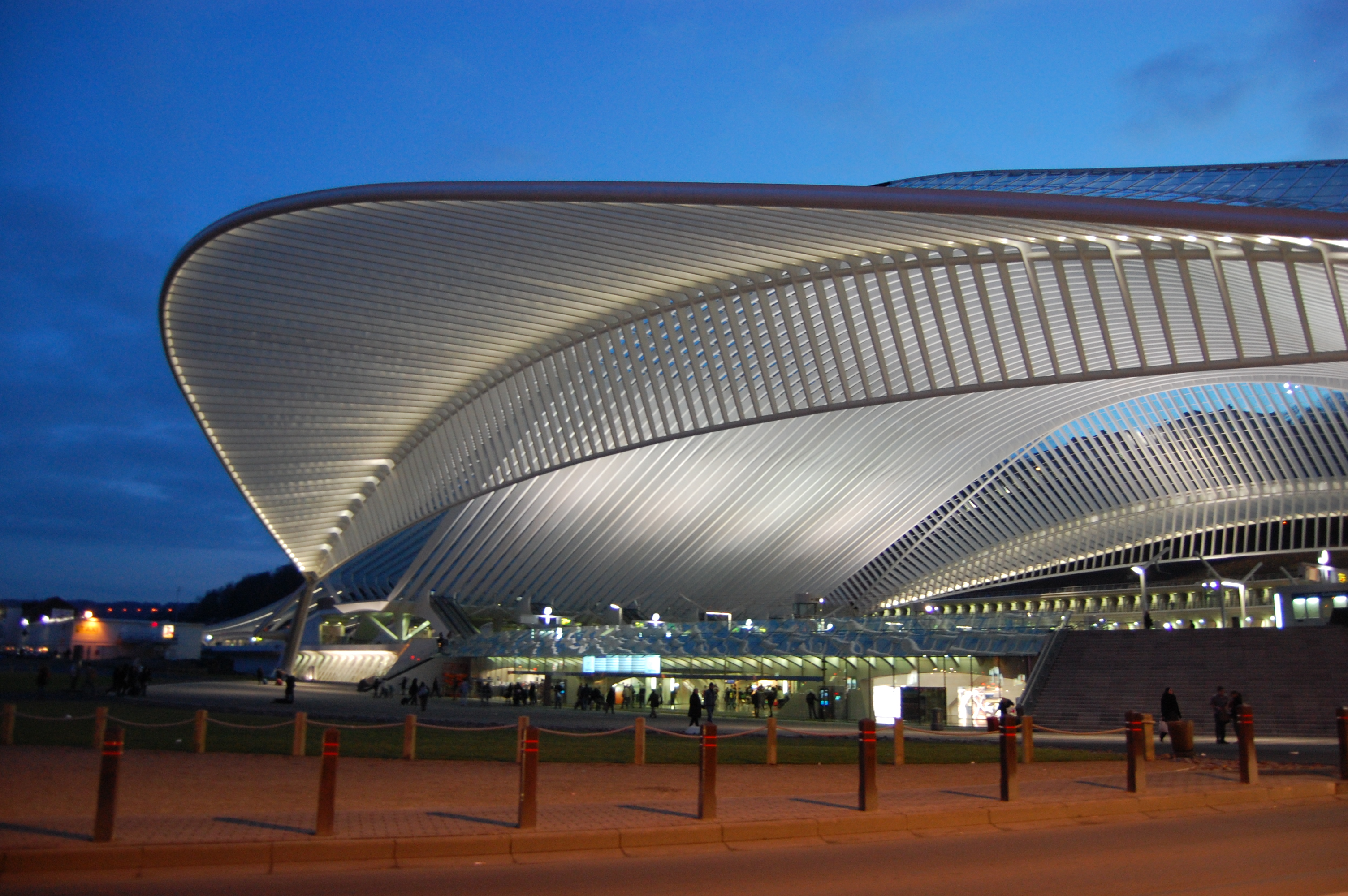
Estação Ferroviária de Liège-Guillemins em Liège, Bélgica, 2009
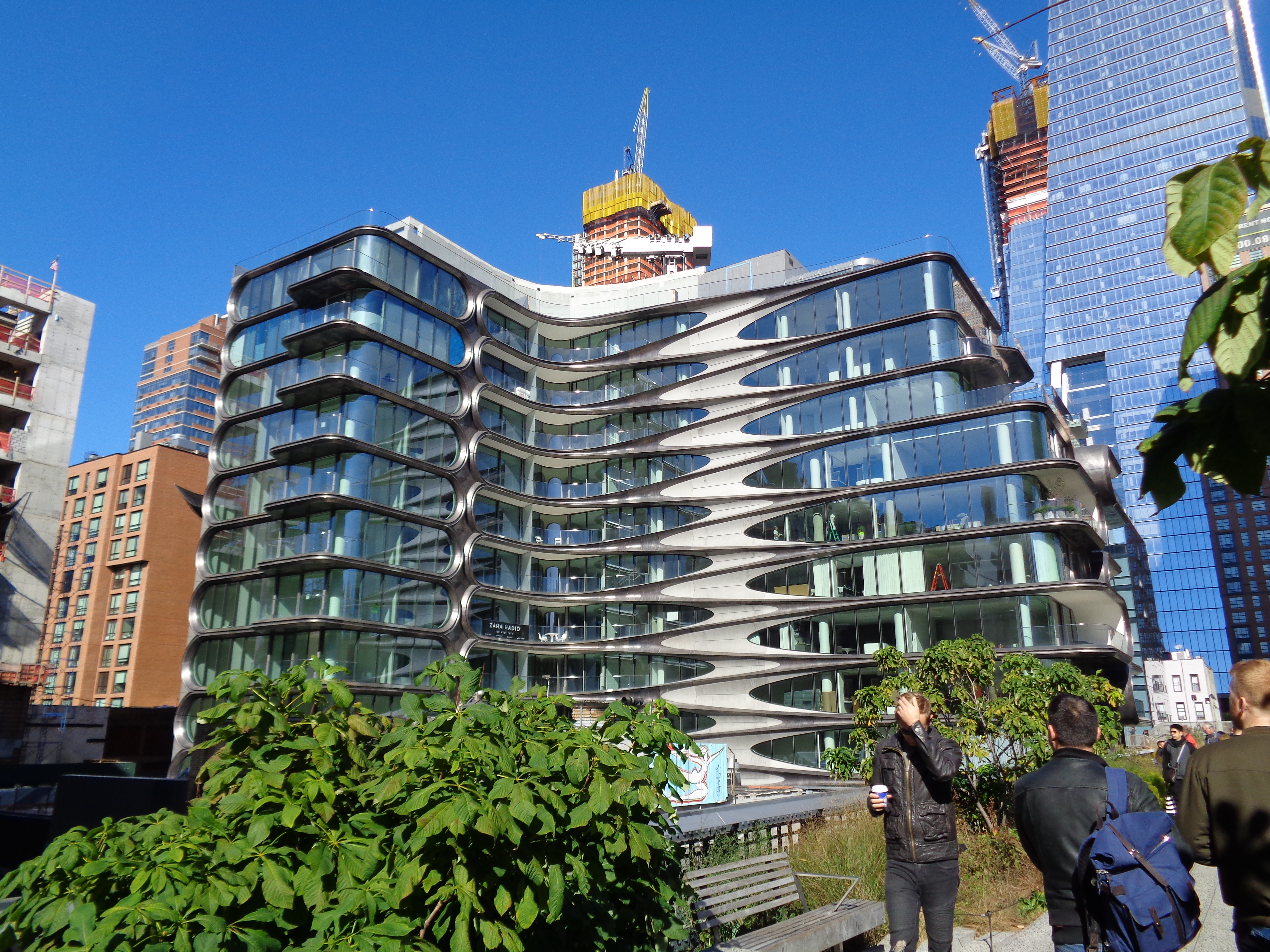
520 West 28th Street em Nova Iorque, nos Estados Unidos, 2017